# Glesnes
Glesnes (eller Glesvær) är en tidigare tätort i Øygardens kommun i Vestland fylke i västra Norge. Orten ligger vid änden av fylkesväg 5224, på den södra delen av ön Sotra.
Tidigare har orten tillhört dåvarande Sunds kommun i Hordaland fylke.
Sedan 2024 räknas orten inte längre som en tätort.